# サール6型コルベット
マゲン級コルベット（英語: Magen-class corvette）は、イスラエル海軍のコルベットの艦級。形式名はサール6型（ヘブライ語: 6 סער, 英: Sa'ar 6 class）。

## 来歴
ヒズボラは、イスラエルのガス田がレバノン領海にあると主張し、天然ガス・プラットフォームをテロ攻撃の標的にすると脅している。報道によると、クウェートからアラブ首長国連邦に向かっていたイスラエル人が所有する船が、UAE近海で繰り返しミサイル攻撃を受けた 。
本型は、イスラエルの排他的経済水域（EEZ）において海上（海運）を保護し、脅威を阻止するために採用された。イスラエル向け物資の90％以上が通る地中海航路の防衛にも使用され、地中海の天然ガス・プラットフォームを海上からの攻撃やロケット弾の脅威から守る対テロ作戦も任務である。

## 設計
設計はおおむねドイツの ブラウンシュヴァイク級コルベットに基づいているが、バラク8 や海軍仕様のアイアンドームといったイスラエル製のセンサやミサイルに対応するために変更が加えられている。上構のデザインは全面的に改められており、外観はイスラエル海軍のサール5型コルベットに近いものとなった。 エルビット・システムズが電子戦（EW）装置の設計及び製造を受注した。
62口径76mm単装砲を1門、タイフーンを2基、バラク8を32セル、C-Domeを20セル、艦対艦ミサイルを16基（ガブリエルMK.5と推定） 、 EL/M-2248 MF-STAR（AESAレーダー）、及び324 mm (12.8 in)魚雷発射管を2基搭載している。また、SH-60を運用可能な格納庫を備えている。

## 同型艦

### 一覧表
| 艦名                | 造船所                                     | 起工         | 進水          | 就役           | 状態               |
| ------------------- | ------------------------------------------ | ------------ | ------------- | -------------- | ------------------ |
| マゲン מגן          | ドイツ海軍造船所 および ティッセンクルップ | 2018年2月7日 | 2019年5月12日 | 2020年11月11日 | 就役中             |
| オズ עוז            | ドイツ海軍造船所 および ティッセンクルップ | 2018年2月    | 2019年8月24日 | 2021年5月4日   | 就役中             |
| アツマウート עצמאות | ドイツ海軍造船所 および ティッセンクルップ | 2018年       | 2019          | 2021年9月      | 海上公試又は艤装中 |
| ニツァホン ניצחון   | ドイツ海軍造船所 および ティッセンクルップ | 2018年       | 2019          | 2021年11月     | 海上公試又は艤装中 |

### 運用史
4隻全てが、ドイツ海軍造船所（英語版）とティッセンクルップ・マリン・システムズによる共同計画でドイツで建造される。当初、1番艦は2020年に引き渡される予定だった。建造費は、18億新シェケル（NIS）または約4億3000万ユーロ（4億8000万ドル）と見積もられた。  ドルフィン級潜水艦と同様に、建造費の3分の2をイスラエルが支払い、3分の1をドイツが負担する。
イスラエルは、2020年11月11日1番艦マゲンを受領し、2021年5月4日には2番艦オズを受領した。2021年7月27日には、3番艦アツマウートと4番艦ニツァホンもイスラエル海軍に引き渡された。4隻はイスラエル到着後、海軍によってレーダーや兵装を装備される。